# The Boss (альбом Дайаны Росс)
The Boss (с англ. — «Босс») — девятый студийный альбом американской певицы Дайаны Росс, выпущенный в 1979 году на лейбле Motown. Все песни альбома были написаны и спродюсированы супружеской парой Николаса Эшфорда и Валери Симпсон, которая ранее уже работала с Росс над её сольным дебютом. Лейтмотивом пластинки стала тема независимости, вдохновленная реальной историей певицы, которая хотела освободиться от пристального продюсерского контроля.
Работа получила в основном положительные отзывы, некоторые критики назвали её лучшей в дискографии Росс. И альбом, и синглы имели коммерческий успех. Он занял 14-место в чарте Top LP’s & Tapes и достиг первой десятки Top Soul LP. Росс впервые был вручён золотой диск в США за полмиллиона проданных копий. Заглавная песня, выпущенная как ведущий сингл, имела большой успех на дискотеках, возглавив танцевальные чарты журналов Billboard, Cash Box и Record World.

## Предыстория
Параллельно с записью предыдущих музыкальных релизов певица была занята на съёмках экранизации афроамериканского бродвейского мюзикла «Виз» по мотивам произведения Фрэнка Баума «Удивительный волшебник из страны Оз» в главной роли, а также записи саундтреков к нему. И хотя фильм в конечном счёте провалился в прокате и получил негативные отзывы, он получил несколько номинаций на премии «Оскар» и «Сатурн». Студии начали присылать Росс новые сценарии, однако певица решила вернуться к записи музыки.
Свой предыдущий альбом Ross певица выпустила в 1978 году, однако это скорее была компиляция старых и новых песен, полноценный же студийный Baby It’s Me вышел годом ранее. Ни полноформатные релизы, ни песни не пользовались особой популярностью у слушателей, и ни один из выпущенных в предыдущие два года синглов не смог попасть в первую двадцатку «горячей сотни» журнала Billboard. В надежде заполучить успешный материал, Дайана Росс пригласила Николаса Эшфорда и Валери Симпсон для записи своей новой пластинки. Пара так вспоминает о предложении сотрудничества: «Случилось так, что Дайана позвонила нам и спросила, не хотим ли мы записать с ней альбом. Это произошло как раз во время нашего отпуска, поэтому у нас был выбор. Мы решили записать альбом с Дайаной, потому что она наш хороший друг, и нам действительно нравится с ней работать».
Эшфорд и Симпсон, супруги и авторы песен, ранее уже работали с Росс над её дебютной пластинкой. Чета написала такой гимн как «Reach Out and Touch (Somebody’s Hand)» и переосмыслила собственную «Ain’t No Mountain High Enough», исполненную ранее Марвином Гэем и Тамми Террелл, превратив её первый большой сольный хит Росс. Это сотрудничество в своё время стало прорывным для супругов. В дальнейшем артисты работали совместно над такими пластинками, как Surrender 1971 года и Diana & Marvin 1973 года. К концу 1970-х годов Эшфорд и Симпсон стали востребованы не только как авторы и продюсеры, сотрудничая с Чакой Хан («I’m Every Woman»), Братьями Джонсон («Ride-o-Rocket») и Куинси Джонсом («Stuff Like That»), но и как вокалисты, занимая лидирующие позиции в соул-чартах с такими хитами, как «Don’t Cost You Nothing» и «It Seems to Hang On».

## Процесс создания
При сочинении песен, а Эшфорд и Симпсон написали слова и музыку всех песен, по словам авторов, они черпали вдохновение из личной жизни певицы. Сама Росс хотела максимально дистанцироваться от контроля Motown и принимать решения самостоятельно. Позднее Симпсон воспоминала: «Она сказала: „Я действительно хочу больше отвечать за всё. Я хочу песни, которые отражают то, через что я прохожу“. Было очень легко написать такую песню, как „The Boss“, потому что это то, кем она стала в своей собственной жизни. Теперь она самостоятельный человек». Похожую мысль озвучил и музыкант Рэй Чу: «На этом альбоме создавалось такое чувство, что она освободилась и действительно позволила себе расслабиться». В итоге The Boss стал первой пластинкой певицы, в создании которой владелец Motown Берри Горди участия не принимал, а Росс, напротив, внесла гораздо больший вклад в создание работы, чем за все предыдущие годы.
Музыкальный материал пластинки был условно разделен на две части: первая, танцевальная, и вторая, более чувственная, как в музыкальном, так и в лирическом плане. В вокальном плане авторы хотели, чтобы Дайана немного больше экспериментировала и шла на риск при исполнении песен. Заглавная композиция, прозвучавшая в середине альбома, изначально была задумана как баллада, однако авторы поняли, что песня получается не совсем удачной, и решили оживить её, добавить темпа, чтобы она «стала главнее». Композиция «I Ain’t Been Licked» (с англ. — «Меня не обманешь») была написана авторами из-за сложившегося впечатления, что Росс на том этапе своей жизни хотела показать людям, что, несмотря на все трудности, которые ей пришлось пережить, такие как развод и другие, она всё ещё на своём месте и готова продолжать бороться. То же относится и к «It’s My House» (с англ. — «Это мой дом»): «Мы [её] написали, потому что поняли, что это то, что она, возможно, хотела бы сказать». Финальная песня «I’m in the World» (с англ. — «Я в этом мире»), по мнению Симпсон, — этот тот номер, где певица находится в центре внимания: «Как она доказала с Леди Дэй, Дайна могла делать всё, что угодно, поэтому всё, что нужно было сделать, это дать ей шанс исследовать этот путь, этот тип песни. Есть место, где такая песня сработает, но вы должны иметь её в своем репертуаре и сказать: „Это моё. Я наложила на неё свой отпечаток“. Она знала, как это сделать. Она была яркой и заслуживала быть такой Дайаной, какой хотела быть!».
The Boss был записан в 1979 году в Нью-Йорке, на студии Sigma Sound. По воспоминаниям Симпсон, работа в студии шла плодотворно, в то же время команда пришла полностью подготовленной: «Я думаю, мы усвоили это с первых дней работы в Motown. Нас хорошо научили не тратить время впустую». Примечательно, что когда Росс записывала свой вокал для The Boss, струнные, рожковые и ритм-партии были уже записаны. Аранжировщиками выступили Пол Райзер, Рэй Чу и Роб Маунси. В записи альбома участвовали такие музыканты как басисты Франсиско Сентено и Энтони Джексон («No One Gets the Prize»), гитарист Гейл Эрик, клавишник Рэй Чу и саксофонист Майкл Брекер («Sparkle»). «Дайана действительно мечта продюсера — такая профессиональная, всегда приходит вовремя, готова работать. Что самое приятное, так это то, что мы можем обмениваться мнениями — если её что-то не устраивает, она скажет об этом, и мы тоже скажем ей, если почувствуем, что что-то идёт неправильно. Но нам действительно очень понравился проект», — заявили и Эшфорд, и Симпсон в интервью после записи.

Постер тура Tour ’79, опубликованный в выпуске журнала Billboard от 31 марта 1979 года

Фото для оформления конверта пластинки были сделаны Дугласом Киркландом, который ранее снимал её для журнала People. На обложке исполнительница предстаёт в новом, провокационном образе: распущенные волосы и простая мешковатая одежда, открывающая, тем не менее, ноги и грудь, как бы говоря: «Я сама себе босс». Съёмка проходила прямо в доме Росс на Голливудских холмах. По словам Киркланда, съёмки на улице вдохновили певицу и пробудили в ней прилив энергии. В результате фотография для обложки идеально отразила естественную жизненную силу альбома. Первоначально обложка The Boss должна была представлять собой коллаж с десятком чёрно-белых снимков Росс, однако от этого отказались, и позже идею использовали для оформления рекламного постера её турне 1979 года.

## Релиз и продвижение
Одноимённая песня, выпущенная как ведущий сингл, стала настоящим «летним хитом» и возглавила танцевальный чарт не только журнала Billboard, но и таких изданий как Cash Box и Record World. Следующим синглом для мирового рынка стала песня «No One Gets the Prize», которая даже не выпускаясь в США, возглавила танцевальные чарты Cash Box и Record World в спайке с «The Boss». В Великобритании композиция заняла 59-ю строчку. Релиз последнего сингла «It’s My House» состоялся 12 октября 1979 года. Песня уже не имела такого успеха в Штатах, но поднялась в топ-40 чарта Великобритании и топ-10 ЮАР.
Для продвижения альбома певица отправилась в концертный тур Tour ’79 по США и Канаде. Серия шоу началась 7 апреля 1979 года на стадионе «Спектрум» в Филадельфии, штат Пенсильвания, и завершилась 28 октября в театре Valley Forge Music Fair в Девоне, также в Пенсильвании. Концерт, прошедший в театре Circus Maximus «Сизарс-пэласа» в Лас-Вегасе, был записан и впоследствии был показан в январе 1980 года на телеканале HBO в рамках проекта Standing Room Only.
Лонгплей был выпущен в конце мая 1979 года и смог добраться до пика на 14-м месте в американском чарте Billboard Top LP’s & Tapes к концу сентября. В начале августа пластинка вошла в первую десятку в чарте Top Soul LP. Она также занимала две недели подряд первую позицию в чарте Disco Top 80, а в общей сложности провела там 26 недель. В Канаде запись поднялась до 38-й позиции. За пределами Северной Америки коммерческие показатели были не столь впечатляющими: В Австралии и Великобритании пластинка заняла 76-е и 52-е место соответственно, в Швеции она вошла в топ-50 национального рейтинга, лучший показатель был в Финляндии — 24-я позиция.
По итогам года, согласно данным журнала Billboard, по уровням продаж сольник Росс вошёл в сотню самых успешных поп-альбомов, заняв в нём 85-е место. В июле 1980 года ему был присвоен золотой статус Американской ассоциацией звукозаписывающих компаний за более чем 500 тысяч проданных копий. Это была первая пластинка певицы с подобным показателем.
Успех альбомов The Boss и последующего Diana стали главными факторами, которые спасли Motown от финансового краха, хотя сама компания, казалось, не была особо заинтересована в продвижении Росс, её диска и тура, что, могло быть расплатой за стремление к независимости.

## Отзывы критиков
| Оценки критиков               | Оценки критиков |
| Источник                      | Оценка          |
| ----------------------------- | --------------- |
| AllMusic                      | [ 2 ]           |
| Christgau’s Record Guide      | B               |
| Encyclopedia of Popular Music | [ 40 ]          |
| Hi-Fi News & Record Review    | A:1             |
| MusicHound                    | [ 42 ]          |
| Record Mirror                 | [ 43 ]          |
| The Rolling Stone Album Guide | [ 44 ]          |

Энди Келлман из AllMusic написал, что пластинка содержит некоторые из самых внушительных и соблазнительных материалов Росс. Он назвал «Sparkle» лучшей из баллад релиза, добавив, что харизма Росс была настолько сильна в ту эпоху, что в «It’s My House» она смогла заставить строчки вроде «Вот мой стул / я поставила его туда» не звучать нелепо. В журнале Billboard заявили, что это лучшая запись Росс за последние годы. Обозреватель журнала Cash Box выделил продюсерскую работу Эшфорда и Симпсон, но написал, что именно зажигательный вокал Росс по-настоящему оживляет пластинку. Роберт Кристгау посчитал, что альбом довольно элегантный и сексуальный, но порой скучный. Фред Деллар из Hi-Fi News & Record Review сообщил, что, даже если Дайана Росс и не совсем босс, как следует из названия LP, она, по крайней мере, снова встала на верный путь. Джон Уолл из журнала Melody Maker написал, что в какой-то момент может показаться, что у Дайаны просто не хватает вокальный мощи, чтобы конкурировать с группой, и задался вопросом, звучали бы эти песни лучше, не будь её там. В то же время он отметил, что голос Росс звучит лучше в групповом контексте. Также он написал, что в альбоме нет ничего такого, что заставило бы его «броситься выкладывать наличные». Рецензент The New York Times Джон Рокуэлл заявил, что The Boss — лучший из сольников Росс: «На обложке этого последнего альбома она выглядит более естественно и человечно, чем за последние годы. Музыка тоже обладает жизнерадостностью и свежестью, которые не всегда отличали её записи. Но что удерживало мисс Росс в фаворе, несмотря на все взлёты и падения, так это характерное звучание её голоса — тонкого, вкрадчивого сопрано — и её соблазнительная манера выражаться, как у женщины-ребёнка. Эти вокальные данные в полном расцвете на The Boss, и благодаря им пластинку стоит послушать». По мнению Пола Секстона из Record Mirror, в Motown наконец-то заметили, что имидж и репутация певицы начали ухудшаться. Её предыдущий лонгплей был для журналиста сплошным разочарованием. Так что, хотя в новом диске он не нашёл ничего захватывающего, определённые улучшения, по его мнению, присутствуют, что на данном этапе карьеры Росс уже само по себе должно быть хорошей новостью. В журнале Record World заявили, что лучшие треки — это заглавный и «Once in the Morning», и задались вопросом: «Чем может быть этот альбом, если не победителем?». Питер Райли в обзоре для Stereo Review написал, что альбом завёл его быстрее, чем что-либо другое, с тех пор, как Донна Саммер выпустила своей первый музыкально-оргазмический альбом, навсегда изменивший музыкальный бизнес.

## Список композиций
Слова и музыка всех песен — Николаса Эшфорда и Валери Симпсон.
| №                   | Название                | Длительность |
| ------------------- | ----------------------- | ------------ |
| 1.                  | «No One Gets the Prize» | 4:39         |
| 2.                  | «I Ain’t Been Licked»   | 4:04         |
| 3.                  | «All for One»           | 4:16         |
| 4.                  | «The Boss»              | 3:57         |
| 5.                  | «Once in the Morning»   | 4:49         |
| 6.                  | «It’s My House»         | 4:30         |
| 7.                  | «Sparkle»               | 5:19         |
| 8.                  | «I’m in the World»      | 3:59         |
| Общая длительность: | Общая длительность:     | 35:33        |

| №                   | Название                                            | Длительность |
| ------------------- | --------------------------------------------------- | ------------ |
| 9.                  | «The Boss» (Original 12" Remix)                     | 7:15         |
| 10.                 | «It’s My House» (Original Promotion-Only 12" Remix) | 6:07         |
| Общая длительность: | Общая длительность:                                 | 49:35        |

## Участники записи
Музыканты
- Барабаны — Джон Сассевелл
- Бас-гитара — Франсиско Сентено, Энтони Джексон[англ.]
- Бэк-вокал — Николас Эшфорд, Валери Симпсон, Уланда Маккалоу, Рэймонд Симпсон
- Вокал — Дайна Росс
- Гитара — Гейл Эрик[англ.]
- Клавинет, Родес-пиано — Рэй Чу
- Перкуссия — Эррол Беннетт, Сэмми Фигероа[англ.]
- Саксофон — Майкл Брекер
- Фортепиано — Валери Симпсон

Производство
- Аранжировка — Роб Маунси[англ.] (треки 1-3), Джон Дэвис (4, 7), Пол Райзер (5, 7, 8)
- Запись, сведение — Майк Хатчинсон (Sigma Sound Studios, Филадельфия)
- Запись струнных — Харви Хоффман (Celebration Studios, Нью-Йорк)
- Запись (ассистент) — Джон Потокер, Мэттью Вайнер
- Звукорежиссёр вокала — Джей Марк
- Координатор студии — Барбара Тиси (Sigma Sound Studios, Филадельфия)
- Сведение, мастеринг — Джеймс Симпсон

Дизайн
- Дизайн обложки — RIA Images
- Фотография — Дуглас Киркланд

Все данные взяты из аннотации к альбому.

## Чарты
| Чарт (1979)                                     | Высшая позиция |
| ----------------------------------------------- | -------------- |
| Австралия (Kent Music Report)                   | 76             |
| Великобритания (UK Albums Chart)                | 52             |
| Канада (RPM Top 100 Albums)                     | 38             |
| США (Billboard Disco Top 80)                    | 1              |
| США (Billboard Top LP’s & Tapes)                | 14             |
| США (Billboard Top Soul LP)                     | 10             |
| США (Cash Box Top 100 Albums)                   | 19             |
| США (Cash Box Top 75 Black Contemporary Albums) | 8              |
| США (Record World Top Albums)                   | 18             |
| США (Record World Top Black Oriented Albums)    | 8              |
| Финляндия (Suomen virallinen lista)             | 24             |
| Швеция (Sverigetopplistan)                      | 50             |

| Чарт (1979)                                              | Позиция |
| -------------------------------------------------------- | ------- |
| США (Billboard Top Popular Albums)                       | 85      |
| США (Billboard Top Soul LP)                              | 44      |
| США (Cash Box Top 100 Albums)                            | 86      |
| США (Cash Box Top 75 Black Contemporary Albums)          | 31      |
| США (Record World Top Black Oriented Albums)             | 29      |
| США (Record World Top Black Oriented Solo Artist Albums) | 11      |

## Сертификации и продажи
| Регион                                                      | Сертификация | Продажи  |
| ----------------------------------------------------------- | ------------ | -------- |
| США (RIAA)                                                  | Золотой      | 500 000^ |
| ^ Данные о тиражах приведены только на основе сертификации. |              |          |

## Наследие
Дайана Росс неизменно продолжает включать песни из The Boss в свой концертный репертуар. Заглавная композиция стала со временем она стала визитной карточной артистки, а её саму в СМИ начали называть «Ross the Boss» (с англ. — «Росс — босс»).
В честь двадцатой годовщины альбома, в 1999 году был подготовлен выход пластинки на компакт-диске, в новое издание вошли ремастеринговые версии песен, а также удлиненные версии синглов «The Boss» и «It’s My House». Помимо прочего удлинённые версии песен «I Ain’t Been Licked» и «No One Gets the Prize / The Boss» появились в переиздании Diana; ремикс песни «No One Gets the Prize» попал в сборник The Motown Anthology — Diana Ross.
Хит «The Boss» был ремикширован в разное время известными клубными деятелями, такими как Дэвид Моралес, для проекта Росс Diana Extended 1994 года, и Димитри фром Пэрис для сборника Dimitri from Paris in the House of Disco 2014 года. В апреле 2019 года песня «The Boss» стала седьмым чарттоппером для Росс, когда ремикс Эрика Каппера «The Boss 2019» возглавил чарт танцевальных клубных песен Billboard. В 2020 году «The Boss», «No One Gets the Prize» и «It’s My House» были включены в ремиксовый альбом Supertonic: Mixes.
Такие разные исполнители, как, например, Джон Майер («It’s My House») и Уитни Хьюстон («The Boss»), на протяжении многих лет исполняли песни с альбома, в то время как как The Braxtons и Kristine W записали хитовые версии заглавного трека, а сами авторы исполняли его вживую.